# Alexander Möller (Basketballspieler)
Alexander Möller (* 22. Januar 1998 in Xanten) ist ein deutscher Basketballspieler.

## Werdegang
Möller begann seine Basketball-Laufbahn beim Verein Xanten Romans. 2011 wechselte er ans Internat Schloss Hagerhof und spielte fortan in der Jugend der Dragons Rhöndorf. In der Saison 2015/16 bestritt er fünf Einsätze für Rhöndorf in der 2. Bundesliga ProA, später spielte er mit der Mannschaft in der 2. Bundesliga ProB. Zusätzlich fand er 2016 Aufnahme ins erweiterte Aufgebot des Bundesligisten Telekom Baskets Bonn, für den er vier Erstligaspiele bestritt. 2019 wechselte Möller zum ProB-Aufsteiger SG ART Giants Düsseldorf.
Zwischen 2020 und 2022 war er Spieler der Iserlohn Kangaroos in der 2. Bundesliga ProB, dort erzielte Möller mit 13,7 (Saison 2020/21) sowie 10,5 (Saison 2021/22) zweistellige Punktemittelwerte. In der Sommerpause 2022 kehrte er nach Düsseldorf zurück, die Mannschaft war zuvor in die 2. Bundesliga ProA aufgestiegen. Für die Rheinländer spielte Möller bis 2024 in der zweiten Liga.
Zur Saison 2024/25 wechselte er zum Bundesligisten BG Göttingen. Bis Januar 2025 wirkte Möller bei geringer mittlerer Einsatzzeit an acht Pflichtspielen der Niedersachsen mit und verließ die BG dann, um zum Zweitligisten Artland Dragons zu wechseln.
Im Juni 2025 gab Zweitligist EPG Guardians Koblenz Möllers Verpflichtung bekannt.